# Nemzeti bajnokság I 1922/1923
Dvacátý ročník Nemzeti bajnokság I (1. maďarské fotbalové ligy) se konal opět za účasti dvanácti klubů, které byli v jedné skupině a hrály dvakrát každý s každým. 
Soutěž ovládl již podesáté ve své klubové historii a poosmé za sebou MTK Budapešť. Nejlepším střelcem se stal Štefan Príboj (25 branek), který hrál za Újpest FC.